# 伊恩·德斯蒙德
伊恩·摩根·德斯蒙德（英語：Ian Morgan Desmond，1985年9月20日—）出生於佛羅里達州的薩拉索塔（Sarasota），為前美國職棒大聯盟的一壘手。他先前曾效力於國民、遊騎兵與洛磯等隊。

## 職業生涯

### 小聯盟時期
德斯蒙德是華盛頓國民在2004年大聯盟選秀會第3輪第84名所選中的球員，雙方以43萬美金簽下合約，該年他即進入國民的小聯盟系統灣岸聯盟國民（Gulf Coast League Nationals），繳出0.227打擊率、1發全壘打和27分打點的成績。2005年他的成績有顯著的成長，總計和23分打點的成績，同時他有生涯新高的20次盜壘成功。
2006年，德斯蒙德在小聯盟1A的波多馬克國民（Potomac Nationals）有0.244打擊率和生涯新高的9發全壘打和45分打點，讓人見識到他的成長和潛力。之後他升到2A的瑞斯堡參議員（Harrisburg Senators）繼續精進球技。2008年球季和2009年球季的前三個禮拜，德斯蒙德都在小聯盟2A，之後他升到3A的雪城領袖（Syracuse Chiefs），總計55場的比賽中有0.345的高打擊率，這優異的好表現讓人感覺到他今年有機會升上大聯盟。

### 大聯盟時期
2009年9月10日，因球隊擴編的關係德斯蒙德升上大聯盟，他在第1個打席即擊出大聯盟生涯的第1個安打，而且是帶有1分打點的二壘安打，接著在第2個打席他即擊出大聯盟生涯的第1支全壘打，讓大家見識到他是有長打率的選手。這場比賽他總共獲得了4分打點，這在大聯盟歷史僅只有兩位選手達成，另一位選選手是1927年聖路易布朗（巴爾的摩金鶯的前身）的Guy Sturdy。
2010年3月28日，德斯蒙德在春訓優異的表現，打敗了Cristian Guzmán獲得球隊先發游擊手的位置。今年同時也是德斯蒙德的一個完整的球季，而他在今年的第2場比賽即擊出第1發全壘打。在球季結束以後，德斯蒙德繳出新人不錯的成績，和65分打點的成績，這樣的成績可以讓他在未來幾年能夠站穩球隊的先發游擊手位置。
2012年，球隊的開幕戰他為先發游擊手，他5個打數裡面擊出3支安打，同時有1分打點，而這1分打點是擊出再見安打所獲得的，最後球隊以2：1擊敗芝加哥小熊。
2015年季後，德斯蒙德在相當長的時間內均維持著自由球員的身分，直到翌年2月29日與德州遊騎兵簽訂1年800萬美元的合同為止。此外，加入遊騎兵隊之後，德斯蒙德將從慣常的游擊防區移動到左外野防守。
2016年12月8日，與科羅拉多落磯隊達成5年7,700萬美金的合約協議。

## 外部連結
- 球員資訊和成績在MLB ，ESPN ，Retrosheet ，Baseball Reference ，Baseball Reference (Minors) ，Fangraphs ，The Baseball Cube （英文）